# Agios Nikolaos (Methana)
Agios Nikolaos  (griechisch Άγιος Νικόλαος (m. sg.)) ist ein Ferienort für den Sommer am nordöstlichen Ende der Halbinsel Methana und eine gleichnamige Kapelle im Kurort Methana.
Der Ort ist bekannt für sein kleines Heilbad, das auch dasjenige sein soll, das Pausanias bei seinem Besuch Methanas im Anschluss an den historischen Vulkanausbruch (230 v. Chr.) auf Methana erwähnte. Es entstand in der stark hydrothermal geprägten Zone mit in der Nähe der Hydrothermalkrater. Die gesamte Küstenzone ist dort hydrothermal aktiv. Es gibt stark kohlensäurehaltige und schwefelhaltige Thermalausflüsse ins Meer.
Etwa einen Kilometer nordwestlich davon befinden sich die Reste hydrothermaler Explosionskrater, in denen irgendwann (vor ca. 30.000 Jahren) Magma das Grundwasser erhitzte und zu starken Dampfexplosionen führte. Noch heute ist diese Zone die potentiell gefährlichste Region im saronischen Golf, in der zukünftige Vulkanausbrüche möglich (wahrscheinlich) sind. Der jüngste unterseeische Pafsanias-Vulkan des saronischen Golfs befindet sich in etwa zwei Kilometer nordwestlich dieser Zone im Meer zwischen Methana und der Insel Angistri.
Im Ostteil der Kurstadt Methana befindet sich an der Kapelle Agios Nikolaos das neu modernisierte, gleichnamige Heilbad, das zur Firma Methana Volcanic Spa gehört. In diesem Heilbad werden die wärmsten Thermalquellen Methanas genutzt, die bis zu 42 °C Temperatur erreichen. Die Thermalquellen sind hier leicht chlor- und radonhaltig und werden gegen verschiedene Hautkrankheiten und gynäkologische Probleme genutzt. Auch diese Quellen liegen auf einer tektonisch aktiven Zone, die die Kurstadt durchzieht.